# Szerbia budapesti nagykövetsége
Szerbia budapesti nagykövetsége (1919 és 2003 között: Jugoszlávia budapesti követsége, illetve 1956-tól nagykövetsége) Budapesten az Andrássy út és a Dózsa György út sarkán, a Dózsa György út 92/b szám alatt, az úgynevezett Babocsay-villában található. 2019-ben a szerb nagykövet Ivan Todorov.

## Története
1920 előtt követi szintű kapcsolata Magyarországnak csak az Osztrák-Magyar Monarchián keresztül volt Szerbiával. Szerb követség csak Bécsben működött, Budapesten csak konzulátust tartott fenn a balkáni ország, ami 1904-ben már biztosan működött a Kossuth Lajos utca 4. szám alatt (1904-9 között Petkovits Tivadar - vagyis feltehetően Todor Petković - volt Szerbiai magyarországi konzulja). Az 1908-as boszniai válságot követően a monarchia és Szerbia kapcsolatai megromlottak, majd az első világháború kitörésével a diplomáciai kapcsolatok megszakadtak.
1919-ben már működött szerb követség Budapesten, a jugoszláv nemzeti tanácsot képviselve. A követ Petrovics Mirkó korábban a magyar honvédelmi minisztérium fogalmazója volt, feltehetően szerb nemzetisége és a magyar viszonyok ismerete miatt nevezték ki követté. A jugoszláv követség a VI. Vörösmarty utcában volt, egy kiürült magánlakásban. 1920-ban tapasztalt diplomata, a volt hágai követ, Milan Milojević lett a jugoszláv követ, aki négy évig volt budapesti szolgálati helyén. 1924-ben a követség az Andrássy út 114. szám alatt működött, és külön helyszínen nyitottak konzulátust, illetve útlevélhivatalt is.
1932. augusztus 2-án nyitott meg a Jugoszláv Királyi Követség a ma is ismert helyen, az Andrássy út és a Dózsa György út sarkán álló úgynevezett Babocsay-villában (Andrássy út 129., Dózsa György út 92/b), azonban feltehető, hogy csak bérelték az épületet, vagy csak egy részét vásárolták meg. Egy, a követségi dolgozók körében évtizedek óta terjedő legenda szerint Jovan Dučić költő itt bonyolította szerelmi légyottját egy ismeretlen magyar grófnővel, aki nekiajándékozta a villát, a költő pedig továbbadta azt a szerb államnak. Erre a legendára azonban utólagos nyomozással sem sikerült bizonyítékot találni. A követség már néhány éve az épületben működött, amikor 1939-es árverési hirdetmények tudatták, hogy a villa a Fönícia Általános Aruképviseleti és Bizományi Kereskedelmi Rt. tulajdonában volt, néhány évvel később, 1942-ben pedig a nemzetvédelmi propagandaminisztérium hivatala költözött a villába (a nagykövetség továbbra is ott működött).
Amikor 1941-ben Magyarország az egy hónappal korábban kötött magyar–jugoszláv örök barátsági egyezmény ellenére megtámadta a Jugoszláv Királyságot, Svetozar Rašić követ még egy hétig Budapesten maradt, majd a követségi személyzettel együtt távozott a Szovjetunió irányába.
1945-ben Jugoszlávia egyike volt annak a nyolc országnak, melyekkel Magyarország mihamarabb fel akarta venni a diplomáciai kapcsolatot. Kezdetben azonban Jugoszlávia csak katonai missziót állomásoztatott Budapesten, majd miután 1947. február 10-én aláírták a párizsi békeszerződést, a két ország ismét felvehette a diplomáciai kapcsolatot. Ügyvivőként az első diplomata a későbbi szereplése miatt rossz hírű Lazar Brankov volt, majd Karlo Mrazović követ 1947. március 27-én adta át megbízólevelét Tildy Zoltánnak, és elfoglalta helyét a régi követségi épületben, a Dózsa György úton. A jogszláv követség intézte az Albániával kapcsolatos diplomáciai ügyeket is. Az ezt követő években a két ország közti elhidegülés miatt a követségi szint nem emelkedett magasabb fokra. Míg például Romániával és Csehszlovákiával már 1954-ben nagykövetségi rangra emeltük a kapcsolatokat, Jugoszláviával ez csak 1956. október 3-án történt meg.

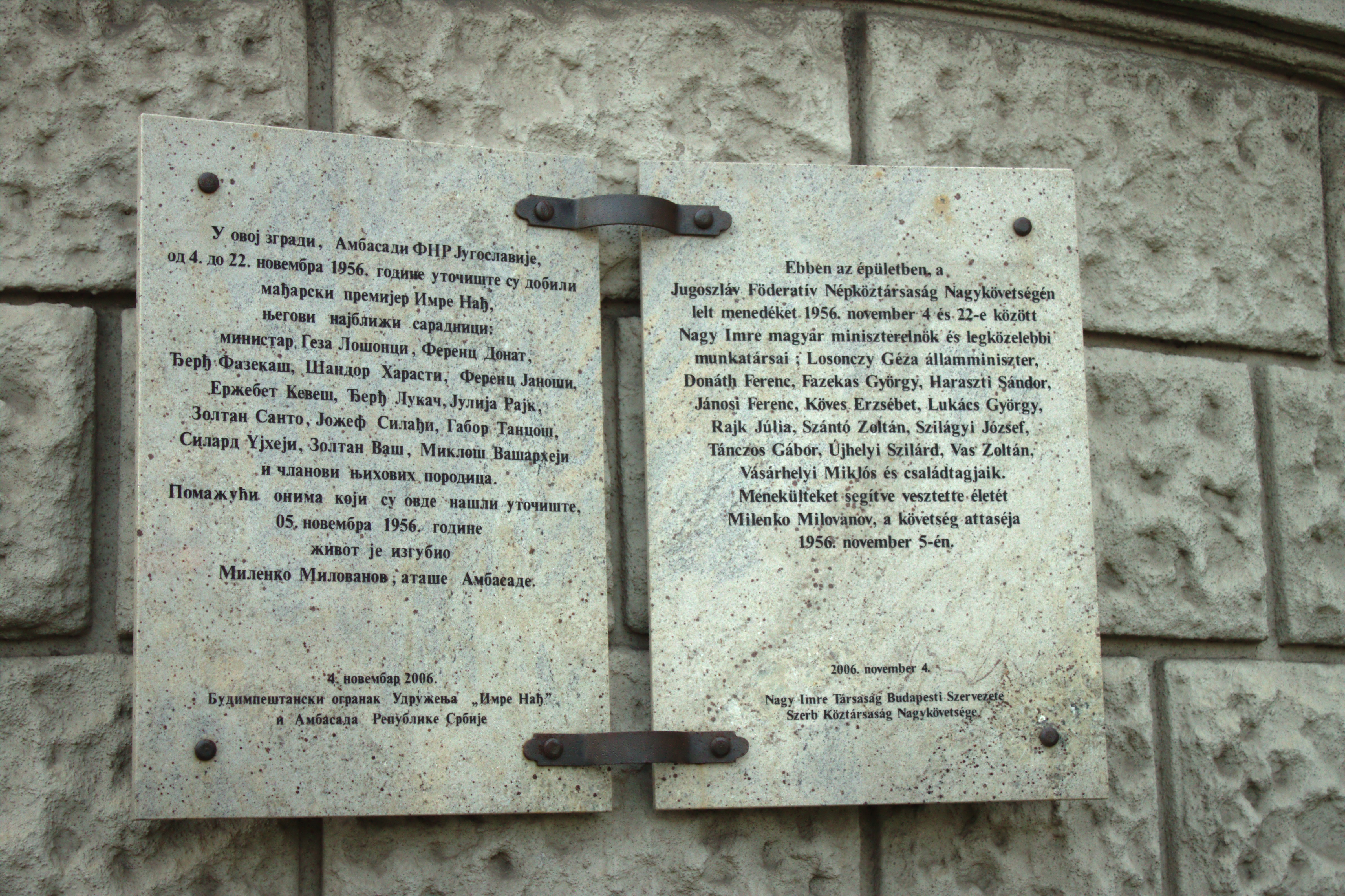
Emléktábla Nagy Imre és társai menedékéről a követség falán

A nagykövetség a magyar történelem egy szomorú epizódjában is szerepet játszott: 1956. november 4. és november 22. között a Jugoszláv nagykövetségen húzták meg magukat a harmadik Nagy Imre-kormány egyes tagjai. Dalibor Soldatić akkori nagykövet az események időszakában aktívan tartotta a kapcsolatot Losonczy Géza államminiszterrel, majd az 1956-os forradalom bukásakor menedékjogot biztosított Nagy Imrének, számos politikusnak és családtagjaiknak, összesen 42 személynek. 2006. november 4-én a nagykövetség és a Nagy Imre Társaság kezdeményezésére táblát helyeztek el az épület falán, mely az eseményekre emlékeztet.
Bár a rendszerváltozást követően Jugoszlávia 1992-ben szétesett, az ország - és így a követség is - nevében Jugoszláv maradt. Szerbia (Szerbia és Montenegró néven) 2003-ban államszövetséget alkotott Montenegróval, Magyarország 2003. február 7-én ismerte el az új entitást, lényegében ekkortól beszélhetünk Szerbia budapesti nagykövetségéről.